# Корецкий сахарный завод
Корецкий сахарный завод — предприятие пищевой промышленности в городе Корец Ровненской области Украины.

## История

### 1898—1917
Сахарный завод в селении Корец Новоград-Волынского уезда Волынской губернии Российской империи был построен в 1898 году по распоряжению графа Потоцкого. В 1906 году на предприятии работало 437 человек.
В то время условия труда были тяжёлыми: большинство работ приходилось выполнять вручную, продолжительность рабочего дня составляла 12 часов.

### 1918—1939
12 января 1918 года в селении была установлена Советская власть, но уже 21 февраля 1918 года его оккупировали немецкие войска (которые оставались здесь до ноября 1918 года). В дальнейшем, до июля 1920 года село находилось в зоне боевых действий гражданской войны и советско-польской войны. Во второй половине сентября 1920 года Корец захватили польские войска, и после подписания Рижского мира он остался в составе Волынского воеводства Польши.
При польской власти продолжительность рабочего дня на заводе составляла 10-12 часов. В марте 1925 года в связи с задержкой зарплаты рабочие сахарного завода начали забастовку (которая продолжалась с 9 по 28 марта 1925).
Начавшийся в 1929 году экономический кризис осложнил положение предприятий местной промышленности. В июне 1937 года зарплату на заводе снизили, и часть рабочих отказалась выходить на работу.

### 1939—1991
17 сентября 1939 года перешедшие через советско-польскую границу части РККА вступили в Корец, 18 сентября 1939 года здесь состоялся митинг. В дальнейшем, на заводе был введен 8-часовой рабочий день и установлен рабочий контроль над производством. 26 сентября 1939 году завод начал переработку свеклы и производство сахара.
В 1940 году перерабатывающая мощность завода составляла 3 тыс. центнеров свеклы в сутки.
В ходе Великой Отечественной войны 8 июля 1941 город оккупировали немецкие войска. В условиях оккупации в районе возникла советская партизанская группа, которая несколько раз выводила из строя сахарный завод и уничтожила начальника местной полиции.
12 января 1944 года части РККА освободили Корец. После 18 января 1944 года началось восстановление хозяйства, а после окончания войны в соответствии с четвёртым пятилетним планом восстановления и развития народного хозяйства СССР завод был оснащен новым оборудованием.
В 1950 году перерабатывающая мощность завода составляла 6 тыс. центнеров свеклы в сутки.
К началу 1970-х годов производственные процессы на заводе были механизированы и автоматизированы.
В целом, в советское время сахарный завод входил в число ведущих предприятий города.

### После 1991
В июле 1995 года Кабинет министров Украины утвердил решение о приватизации сахарного комбината. В дальнейшем, государственное предприятие было преобразовано в открытое акционерное общество.
В июне 2000 года было возбуждено дело о банкротстве сахарного завода. Позднее положение завода стабилизировалось и он продолжил работу как дочернее предприятие «Корецкий сахарный завод» компании АОЗТ «Фаворит».
Начавшийся в 2008 году экономический кризис и сокращение объёмов выращивания сахарной свеклы на территории области осложнили положение предприятия, завод был закрыт и прекратил существование.